# Higashikawa
Higashikawa (東川町, Higashikawa-chō) est un bourg du district de Kamikawa (Ishikari), situé dans la sous-préfecture de Kamikawa, sur l'île de Hokkaidō, au Japon.

## Géographie

### Démographie
En mars 2015, la population de la ville de Higashikawa était de 7 967 habitants répartis sur une superficie de 247,30 km2 (densité de population de 32 hab./km2).

## Culture locale et patrimoine
Higashikawa s'est déclarée « ville de la photographie, » dans les années 1980 et a beaucoup fait pour l'art photographique depuis, en instituant notamment le prix Higashikawa.
La ville est elle-même lauréate de l'édition 1991 des prix de la Société de photographie du Japon dans la catégorie « contributions remarquables ».